# Salzburger Seengebiet
Koordinaten: 47° 57′ N, 13° 9′ O
Das Salzburger Seengebiet ist eine Region im Nordosten des österreichischen Bundeslandes Salzburg. Der geografische Name ergibt sich aus dem Vorhandensein einiger Seen innerhalb eines relativ kleinen Gebiets. Mehr oder weniger bedeutungsgleich ist die vorwiegend touristische Bezeichnung Salzburger Seenland, unter der für den Fremdenverkehr in dieser Gegend geworben wird. Die beiden Bezeichnungen werden im Alltag meist synonym verwendet.

## Geografie
Das Salzburger Seengebiet liegt nordöstlich der Landeshauptstadt Salzburg im Bezirk Salzburg-Umgebung (Flachgau) und bildet bei einer Fläche von rund 260 km² einen Großteil des Salzburger Alpenvorlandes. Die Seen, die der Region den Namen gaben, sind der
- Wallersee

sowie die Trumer Seen, das sind
- Obertrumer See
- Mattsee (weniger häufig auch „Niedertrumer See“ genannt) und
- Grabensee

Außerdem finden sich hier noch in einem Moorgebiet die kleinen Egelseen.
Das Salzburger Seengebiet zählt trotz seiner geographischen Nähe nicht zum südöstlich angrenzenden Salzkammergut mit seinen ebenfalls zahlreichen Seen.

Gemeinden des Salzburger Seengebiets

Die Region umfasst folgende Gemeinden:
- Berndorf bei Salzburg
- Henndorf am Wallersee
- Köstendorf
- Mattsee
- Neumarkt am Wallersee
- Obertrum am See
- Schleedorf
- Seeham
- Seekirchen am Wallersee
- Straßwalchen

## Regionalverband Salzburger Seenland
Zum Zwecke der regionalen Weiterentwicklung wurde 1995 der Regionalverband Salzburger Seenland gegründet, in dem sämtliche Gemeinden dieser Region zusammengeschlossen sind. Er befasst sich besonders mit Aufgaben der Raumplanung und der Öffentlichkeitsarbeit, mit der Stärkung der Infrastruktur sowie mit Fragen der Energie, Abfallwirtschaft und Umweltberatung. Bei Letzterem hat neben den Mitgliedsgemeinden auch die Gemeinde Eugendorf ein Mitspracherecht. Nicht zuletzt hat der Regionalverband auch die Förderung des Fremdenverkehrs in diesem Gebiet zur Aufgabe.

## Verkehr
Die Region weist ein teils beträchtliches Ausmaß an Pendlerverkehr in die nahegelegene Landeshauptstadt auf. Zur Förderung des öffentlichen Personennahverkehrs bilden im Regionalverband Salzburger Seenland die dortigen Mitgliedsgemeinden zusammen mit den Gemeinden Bergheim, Eugendorf, Elixhausen und Hallwang einen Verband.
Das Salzburger Seengebiet ist mittels mehrerer Postbuslinien sowie der Linie S 2 der S-Bahn Salzburg öffentlich erschlossen. Für den Individualverkehr sind neben einzelnen wichtigen Verbindungsstraßen die Westautobahn (A1) mit der Abfahrt Wallersee sowie als Hauptverkehrsader durch dieses Gebiet die Wiener Straße (B1) von vorrangiger Bedeutung.

## Tourismus, Sport und Freizeit

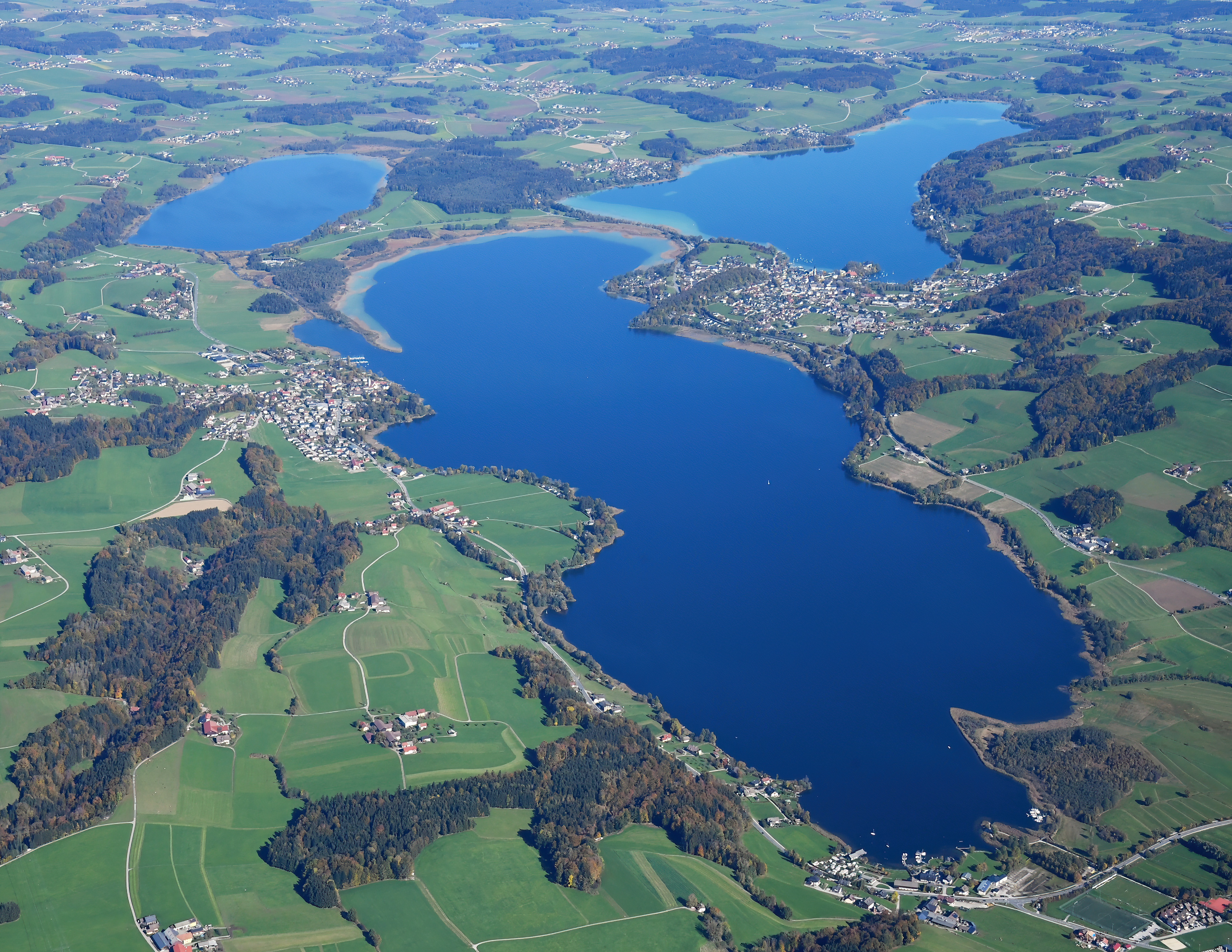
Trumer Seen

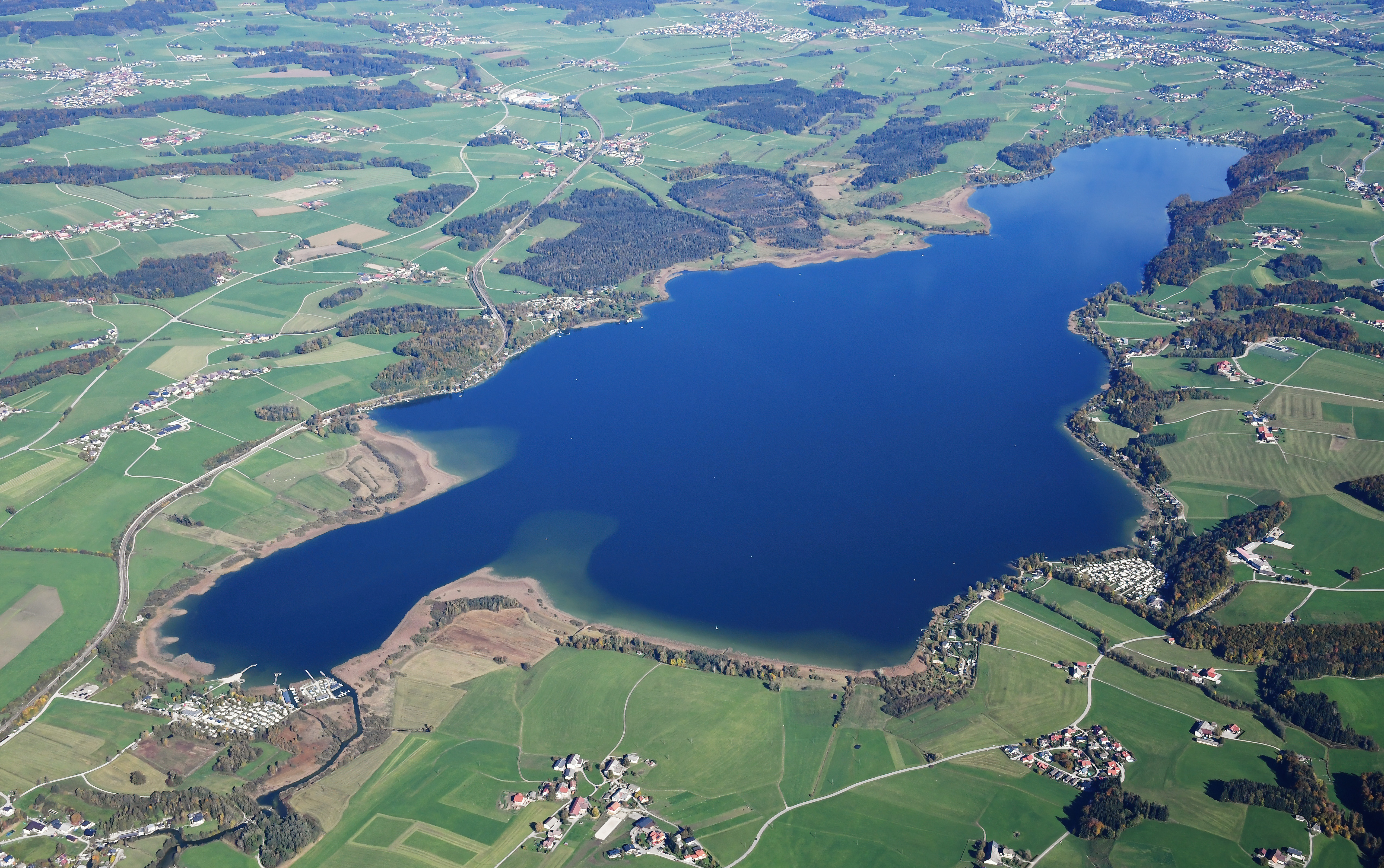
Wallersee

Das Salzburger Seengebiet bildet eine eigenständige Tourismusregion Österreichs. Die geographische Nähe zur Stadt Salzburg hat zur Folge, dass diese Gemeinden und Seen vor allem von den Einwohnern von Salzburg als Wochenendziele genutzt werden. Aufgrund fehlender Möglichkeiten für den Wintersport ist die Region hauptsächlich für den Sommertourismus von Interesse. Besonders für den auswärtigen Fremdenverkehr wirbt der Regionalverband, in dem auch die „Seenland Tourismus GmbH“ integriert ist, unter dem Namen „Salzburger Seenland“.
Aus Werbegründen wurden eine Zeit lang auch andere Gemeinden im Norden des Bezirks Salzburg-Umgebung unter der Marke „Salzburger Seenland“ geführt, die aber abseits des Seengebiets liegen und real keinen Anteil am Fremdenverkehr in dieser Gegend haben. Diese waren die Gemeinden Bürmoos, Lamprechtshausen und Sankt Georgen bei Salzburg. (Letztere beiden sind mittlerweile der oberösterreichisch-bayrischen Tourismusregion Seelentium beigetreten.) Weitere Salzburger Gemeinden im Tourismusverband sind Dorfbeuern und Oberndorf bei Salzburg. Auf oberösterreichischer Seite angrenzend an das Salzburger Seengebiet liegen die Gemeinden Lochen am See und Perwang am Grabensee, die ebenfalls dem Tourismusverband Salzburger Seenland angehören.
Beworben werden in erster Linie die Sport- und Freizeitmöglichkeiten an den Seen und in der Natur. Weiters wird der Besuch einzelner Einrichtungen und kultureller Ereignisse angeboten.
Durch einige Gemeinden des Salzburger Seengebiets bzw. der Tourismusregion Seenland führen Streckenabschnitte mehrerer thematisch motivierter Radwanderwege, so etwa vom bayrisch-österreichischen Mozart-Radweg, vom ebenfalls internationalen Bajuwaren-Radweg sowie ein Teil der „Salz- und Seentour“, ein Rundweg, der Orte des Seengebiets mit Gemeinden im südlichen Teil des Großraums Salzburg verbindet.